# (6817) Pest
(6817) Pest est un astéroïde de la ceinture principale.

## Description
(6817) Pest est un astéroïde de la ceinture principale. Il fut découvert le 20 janvier 1982 à l'observatoire Kleť par Antonín Mrkos. Il présente une orbite caractérisée par un demi-grand axe de 2,31 UA, une excentricité de 0,08 et une inclinaison de 2,4° par rapport à l'écliptique.

## Compléments